# Iwan Szypierow
Iwan Fiodorowicz Szypierow (ros. Иван Фёдорович Шиперов, ur. 20 grudnia 1893?/1 stycznia 1894 w powiecie łodiejnopolskim w guberni ołonieckiej, zm. 15 października 1938 w Machaczkale) – funkcjonariusz radzieckich służb specjalnych.

## Życiorys
Skończył dwie klasy szkoły rolniczej, później pracował jako stolarz, od września 1918 do marca 1920 służył w Armii Czerwonej, we wrześniu 1918 został członkiem RKP(b). Od marca 1920 do marca 1922 był zastępcą przewodniczącego Czarnomorskiej Czeki, później kierował jednym z działów Kubańsko-Czarnomorskiego Oddziału GPU i następnie do września 1923 był szefem Sekcji Tajno-Operacyjnej Okręgowego Oddziału GPU w Armawirze, od września 1923 do września 1925 kierował działem Kubańsko-Czarnomorskiego Obwodowego Oddziału GPU/Kubańskiego Okręgowego Oddziału GPU. Od września 1925 do października 1933 był pełnomocnikiem i funkcjonariuszem Pełnomocnego Przedstawicielstwa (PP) OGPU na Kraj Północno-Kaukaski, od października 1933 do 10 lipca 1934 szefem Czerkieskiego Obwodowego Oddziału GPU, a od 15 lipca do 22 września 1934 szefem Zarządu NKWD Czerkieskiego Obwodu Autonomicznego. We wrześniu 1934 został przeniesiony do rezerwy NKWD ZSRR i objął funkcję przewodniczącego Kolegium Specjalnego Głównego Sądu Dagestańskiej ASRR.